# Cyanea platyphylla
Cyanea platyphylla là loài thực vật có hoa trong họ Hoa chuông. Loài này được (A.Gray) Hillebr. mô tả khoa học đầu tiên năm 1888.